# Beihai
Beihai (xinès, 北海) és una ciutat-prefectura de la Regió Autònoma de Guangxi, Xina. Beihai significa "nord del mar" en xinès que fa referència a la condició de port marítim a la costa nord del Golf de Tonkin. Entre els anys 2006 i 2020, es preveu que Beihai sigui la ciutat amb un creixement demogràfic més gran.
El dialecte parlat en tot Beihai és el dialecte cantonès, "baihua", encara que el xinès mandarí és també conegut, o almenys comprès, per la majoria de la població. Les illes de Weizhou i Xieyang, al nord de l'Illa de Hainan, són administrades per Beihai.